# Котова (Винницкая область)
Котова (укр. Котова) — посёлок, входит в Барский район Винницкой области Украины.
Население по переписи 2001 года составляло 55 человек. Почтовый индекс — 23000. Телефонный код — 04341. Занимает площадь 0,36 км². Код КОАТУУ — 520281007.

## Местный совет
23012, Вінницька обл., Барський р-н, с.Гайове, вул.Леніна,9